# Dicranoloma blumii
Dicranoloma blumii là một loài Rêu trong họ Dicranaceae. Loài này được (Nees) Paris mô tả khoa học đầu tiên năm 1904.